# Нимрод
Нимро́д, Нимврод, Невро́д, Не́мврод (др.-евр. נִמְרוֹד‬ — букв. «восстанем», в Септуагинте др.-греч. Νεμβρωδ) — в Танахе, агадических преданиях и легендах Ближнего Востока герой, воитель-охотник и царь. По родословию, приведённому в Книге Бытия, сын Хуша и внук Хама, упоминается как «сильный зверолов перед Господом» (Быт. 10:9) и царь городов «Вавилон, Эрех, Аккад и Халне в земле Сеннаар» (Быт. 10:10).
Арабы приписывали Нимроду руины различных древних месопотамских городов. За одним из них, открытым археологами в XIX веке древним городом Кальху, закрепилось название по имени Нимрода — Нимруд. Построенная Айюбидами в XIII веке на горе Ермон крепость с XIX века именовалась друзами крепостью Нимрода.

## Образ Нимрода
В различных легендах акцентируется образ Нимрода-тирана и богоборца; ему приписывается строительство Вавилонской башни, преследования Авраама, идолопоклонство, соперничество с Богом.
Агада считает его первым охотником и первым, кто стал употреблять в пищу мясо, а также первым, кто стал воевать с другими народами; его имя толкуется, как «возмутивший весь народ против Господа». Рассказывается, что удачу на охоте ему приносят одежды из кожи, которые были сделаны Богом для прикрытия наготы Адама и Евы; животные опускались перед Нимродом на землю, и ему не стоило труда убивать их. Народ же, видя это, решил, что он непобедимый герой, и провозгласил его своим царём. Смерть его Агада приписывает Исаву, рассказывая о взаимной зависти двух охотников.
В христианстве некоторыми авторами Нимрод, как строитель Вавилона, считался символом антихристовой гордыни и предшественником Антихриста.
Некоторые отождествляли Нимрода с охотником-исполином Орионом, в апокрифе «Климентины» он отождествляется Заратуштрой, а также с мифическим царём Вавилонии Нином, правнуком Геракла и мужем Семирамиды, исламский учёный Абу Дауд (IX век) приравнивал Нимрода к Сатурну, описывая его как основателя Рима.
Библейские критики XIX века связывали образ Нимрода с халдейским героем Издубаром, или же с аккадским богом Мардуком. Проводились также параллели между Нимродом и Гильгамешем. Святитель Димитрий Ростовский называет Нимрода «эфиопом». Возможно, в образе Нимрода отразилась фигура великого ассирийского завоевателя Тукульти-Нинурта (XIII век до н. э.) в соединении с образом шумеро-аккадского бога войны и охоты Нинурта. Также существует отождествление Нимрода с Амрафелем, одним из четырёх царей, напавших на Ханаанскую страну при Аврааме, и взявших в плен его племянника Лота. «Земля Немврода», упоминаемая в Мих. 5:6, отождествляется с Ассирией.
Существует также мнение, что Нимрод олицетворяет не конкретную фигуру, а в общем древнее население Месопотамии.

## Нимрод и Вавилонская башня
В Библии Нимрод упоминается как царь Вавилона, но строительство Вавилонской башни не связывается с его именем. Предание, связывающее Нимрода с возведением Вавилонской башни, зафиксировано в «Иудейских древностях» Иосифа Флавия. Нимрод описан у него как богоборец, стремящийся к тому, чтобы люди отринули Бога, и предлагающий защиту от Него, если бы Он вновь захотел наслать на землю потоп. Нимрод советовал им построить башню более высокую, чем насколько могла бы подняться вода, и тем отомстить за гибель предков.
Агада называет Вавилонскую башню «домом Нимрода». Нимрод описан как необычайно жестокий и гордый правитель, объявивший свою власть божественной, повелевший служить себе, как Богу и добившийся от своего народа полного подчинения. Вавилонская башня Нимрода описывается как символ гордыни и отречения от Бога.

## Нимрод и Авраам
В аггадической литературе рассказывается, что рождению Авраама сопутствовали небесные знамения, из-за которых Нимрод предлагал отцу Авраама, Фарре, любые богатства за умерщвление ребёнка. Фарра объявил ребёнка умершим, и три года прятал его в пещере, где Бог чудесным образом кормил ребёнка мёдом и елеем. Уже известного своей мудростью Авраама Нимрод пытался привлечь к строительству башни, требовал поклонения себе либо стихиям, и встретив отпор («Господь поднимает солнце с востока, а ты подними его с запада» — отражено в «Подражаниях Корану» Пушкина), бросил Авраама в огненную печь и стремился уничтожить его потомков. В одной из версий легенды, после чудесного спасения Авраама из печи, Нимрод велел тайно убить его, увидев сон, который он истолковал как предупреждение о грозящей ему со стороны Авраама опасности; именно после этого патриарх отправился в Ханаан, будущую Землю Израиля.
В Коране рассказывается, что видя, как Ибрахим (Авраам) вышел невредимым из «пещи огненной» (XXI сура, 68—69), Нимрод признал силу Бога Авраама и предложил ему своё гостеприимство. Напрасно патриарх доказывал ему, что Господь не нуждается в нём. Целые стада волов и овец были пригнаны и зарезаны, но Господь не принял жертвоприношения Нимрода, и последний постыдно скрылся в своем дворце.
Приведенная в Коране следующая беседа пророка Ибрахима с неназванным собеседником обычно относится к Нимроду:

Не знаешь ли ты о том, кто спорил с Ибрахимом (Авраамом) относительно его Господа, поскольку Аллах даровал ему царство? Ибрахим (Авраам) сказал ему: «Мой Господь — Тот, Кто дарует жизнь и умерщвляет». Он сказал: «Я дарую жизнь и умерщвляю». Ибрахим (Авраам) сказал: «Аллах заставляет солнце восходить на востоке. Заставь же его взойти на западе». И тогда тот, кто не уверовал, пришёл в замешательство. Аллах не ведет прямым путем несправедливых людей.—  2:258
В мусульманских преданиях Авраам (Ибрахим) в одиночку побеждает огромное войско Нимрода, вызвав тучу комаров.

## В исламской традиции
В арабской литературе Нимрод (Намруз) является олицетворением насильника. Его генеалогия в арабских легендах очень сбивчива и противоречива: некоторые называют его семитом, другие признают потомком Хама. Считается, что его царствование продолжалось 500 лет. Историк Аль-Масуди считает его первым вавилонским царем, приписывая ему прорытие многих каналов в Ираке.
По одной из легенд, потерпев неудачу с Вавилонской башней, Нимрод пытался добраться до неба на упряжке из четырёх орлов. Он пускал в небо стрелы, которые архангел Гавриил вернул, окрасив кровью. Нимрод счел, что он смог ранить Бога Авраама. При возвращении повозка так ударилась об землю, что она задрожала, а горы поколебались. Эта легенда связывается со стихом Корана 14:47 «Козни и выдумки нечестивых заставляют дрожать горы».
Спустя 400 лет нечестивой жизни, ангел велел Нимроду покаяться в своих деяниях. Тот отвечал новым вызовом Бога на бой. Войско Нимрода снова было рассеяно комарами. Один комар проник в его нос, а затем и в мозг, причиняя ему неимоверные страдания, заглушавшиеся только ударами молота о наковальню. Эти муки продолжались 40 лет.

## В армянской мифологии
Нимрод в армянской мифологии известен как Немрут, иноземный царь, вторгшийся в Армению. Согласно преданиям, чтобы возвеличить себя, он воздвиг на вершине горы великолепный дворец необычайной высоты. Решив убить Бога, чтобы занять его место, Немрут поднялся на крышу дворца и прицелился из лука в небо. Бог подставил большую рыбу под стрелу, выпущенную Немрутом. Увидев кровь, Немрут и его приближённые возликовали, уверенные, что Бог убит. Бог разгневался, и ударила молния. Немрут вместе с дворцом провалился в разверзшуюся пропасть, из которой образовалось озеро. Гора стала называться Немрут (вулкан, расположенный у западного берега озера Ван, в кратере которого находится одноименное озеро). Согласно другой версии предания, Немрут создал гору из земли, чтобы, поднявшись на неё, вступить с Богом в борьбу, но Бог низвергнул его в недра земли.
Отождествление в древнеармянской литературе Бэла, соперника Хайка, с библейским Нимродом привело к возникновению мифа, где вместо Немрута выступает Бэл. Деспот Бэл с многочисленными войсками вторгся в Армению, но был разбит. Труп Бэла, убитого Хайком с помощью лука, подняли на вершину горы и сожгли. По воле Бога оставшийся от него пепел превратился в воду, а воины Бэла и караваны его верблюдов от страха окаменели

## В культуре

### В литературе
- В «Божественной комедии» Данте изображает Нимрода в виде великана, охраняющего девятый круг ада. Он постоянно нечленораздельно бормочет, что, видимо, является отсылкой к смешению языков, вызванному строительством Вавилонской башни.
- Вольтер в философской повести «Царевна Вавилонская» упоминает лук Нимрода, который должны натянуть претенденты на руку и сердце царевны.

### В изобразительном искусстве
- Нимрод в царском одеянии изображён на картине Питера Брейгеля-старшего «Вавилонская башня» (Венский вариант).
- Нимрод — статуя, вырезанная из нубийского песчаника израильским скульптором Ицхаком Данцигером в 1939 году. Статуя находится в коллекции скульптур Музея Израиля в Иерусалиме (Израиль).

### В музыке
- Музыкальное произведение Эдуарда Элгара Энигма-вариации. Содержит 14 вариаций для оркестра, вариация 9 адажио называется Нимрод, и в Британии часто исполняется на похоронах. (Хотя каждая вариация посвящена кому-то из друзей композитора, вариация 9 Нимрод отсылает к имени воителя-охотника, царя Нимруда, поскольку друг композитора имел фамилию Jaeger (нем. Jäger — охотник).)[27]
- «Нимврод» — песня группы Башня Rowan.
- Al-Namrood — антиисламская black-metal группа из Саудовской Аравии, играющая в стиле «ориентал».

### В театре и кинематографе
- Педро Кальдерону принадлежит auto sacramental (литургическая драма) «Вавилонская башня», в которой Нимрод предстаёт в традиционном образе гордеца, тирана и богоборца.
- Фильм «Библия» (Италия, США, 1966), режиссёр Джон Хьюстон. В роли Нимрода — Сивен Бойд.
- Фильм «Ибрахим: Друг Аллаха» (Иран, 2005), режиссёр Мохаммад Реза Варзи. В роли Нимрода — Чангиз Восуги.

### В технике
- Истребитель-биплан Hawker Nimrod.
- Турбореактивный многоцелевой самолёт HS.801 «Nimrod».
- Израильская тактическая ракета Нимрод.
- Венгерская зенитная самоходная установка периода Второй мировой войны 40M Nimrоd.
- Корабль Эрнеста Шеклтона, во время его экспедиции к Южному полюсу — Нимрод.